# Liriomyza bulbipalpis
Liriomyza bulbipalpis är en tvåvingeart som beskrevs av Tschirnhaus 1992. Liriomyza bulbipalpis ingår i släktet Liriomyza och familjen minerarflugor. Inga underarter finns listade i Catalogue of Life.